# Struhařov (ort i Tjeckien, lat 49,77, long 14,76)
Struhařov är en ort i Tjeckien.   Den ligger i regionen Mellersta Böhmen, i den centrala delen av landet, 40 km sydost om huvudstaden Prag. Struhařov ligger 451 meter över havet och antalet invånare är 651.
Terrängen runt Struhařov är huvudsakligen platt, men åt sydväst är den kuperad. Runt Struhařov är det ganska tätbefolkat, med 214 invånare per kvadratkilometer. Närmaste större samhälle är Benešov, 5,7 km väster om Struhařov. Omgivningarna runt Struhařov är en mosaik av jordbruksmark och naturlig växtlighet.